# A Bahama-szigetek az 1968. évi nyári olimpiai játékokon
A Bahama-szigetek a mexikói Mexikóvárosban megrendezett 1968. évi nyári olimpiai játékok egyik részt vevő nemzete volt. Az országot az olimpián 3 sportágban 16 sportoló képviselte, akik érmet nem szereztek.

## Atlétika
Férfi
| Versenyző                                               | Versenyszám     | Előfutam      | Előfutam      | Előfutam      | Negyeddöntő | Negyeddöntő | Negyeddöntő | Elődöntő | Elődöntő | Elődöntő | Döntő   | Döntő    |
| Versenyző                                               | Versenyszám     | Idő           | Hely.         | Össz.         | Idő         | Hely.       | Össz.       | Idő      | Hely.    | Össz.    | Idő     | Helyezés |
| ------------------------------------------------------- | --------------- | ------------- | ------------- | ------------- | ----------- | ----------- | ----------- | -------- | -------- | -------- | ------- | -------- |
| Tom Robinson                                            | 100 m           | nem ért célba | nem ért célba | nem ért célba | kiesett     | kiesett     | kiesett     | kiesett  | kiesett  | kiesett  | kiesett | kiesett  |
| Bernard Nottage                                         | 100 m           | 10,64         | 4.            | 47.*          | kiesett     | kiesett     | kiesett     | kiesett  | kiesett  | kiesett  | kiesett | kiesett  |
| Bernard Nottage                                         | 200 m           | 21,31         | 4.            | 33.*          | 21,53       | 8.          | 31.         | kiesett  | kiesett  | kiesett  | kiesett | kiesett  |
| Edwin Johnson                                           | 200 m           | 21,22         | 6.            | 28.*          | 21,41       | 7.          | 26.         | kiesett  | kiesett  | kiesett  | kiesett | kiesett  |
| Norris Stubbs                                           | 200 m           | 21,64         | 6.            | 41.           | kiesett     | kiesett     | kiesett     | kiesett  | kiesett  | kiesett  | kiesett | kiesett  |
| Norris Stubbs                                           | 100 m           | 10,67         | 5.            | 51.           | kiesett     | kiesett     | kiesett     | kiesett  | kiesett  | kiesett  | kiesett | kiesett  |
| Leslie Miller                                           | 400 m           | 46,99         | 7.            | 38.           | kiesett     | kiesett     | kiesett     | kiesett  | kiesett  | kiesett  | kiesett | kiesett  |
| Jerry Wisdom Tom Robinson Bernard Nottage Edwin Johnson | 4 × 100 m váltó | 39,45         | 4.            | 10.           |             |             |             | kizárták | kizárták | kizárták | kiesett | kiesett  |

| Versenyző       | Versenyszám | Selejtező | Selejtező | Döntő    | Döntő    |
| Versenyző       | Versenyszám | Eredmény  | Helyezés  | Eredmény | Helyezés |
| --------------- | ----------- | --------- | --------- | -------- | -------- |
| Anthony Balfour | Magasugrás  | 195 cm    | 36.       | kiesett  | kiesett  |
| Jerry Wisdom    | Távolugrás  | 699 cm    | 30.       | kiesett  | kiesett  |
| Tim Barrett     | Hármasugrás | 15,79 m   | 20.       | kiesett  | kiesett  |

* - egy másik versenyzővel azonos időt ért el

## Birkózás
Szabadfogású
| Versenyző    | Versenyszám | 1. forduló                        | 2. forduló                               | 3. forduló        | 4. forduló        | 5. forduló        | 6. forduló        | 7. forduló        | Döntő             | Helyezés    |
| Versenyző    | Versenyszám | Ellenfél Eredmény                 | Ellenfél Eredmény                        | Ellenfél Eredmény | Ellenfél Eredmény | Ellenfél Eredmény | Ellenfél Eredmény | Ellenfél Eredmény | Ellenfél Eredmény | Helyezés    |
| ------------ | ----------- | --------------------------------- | ---------------------------------------- | ----------------- | ----------------- | ----------------- | ----------------- | ----------------- | ----------------- | ----------- |
| Robert Nihon | 87 kg       | Borisz Gurevics (URS) · kétvállas | Ronald Grinstead (GBR) · kétvállas       | kiesett           | kiesett           | kiesett           | kiesett           |                   | kiesett           | helyezetlen |
| Alexis Nihon | 97 kg       | Ryszard Długosz (POL) · kétvállas | Khorloogiin Bayanmönkh (MGL) · kétvállas | kiesett           | kiesett           | kiesett           | kiesett           | kiesett           | kiesett           | helyezetlen |

## Vitorlázás
Nyílt
| Versenyző                               | Versenyszám | Futam  | Futam  | Futam | Futam | Futam | Futam | Futam  | Pontszám | Helyezés |
| Versenyző                               | Versenyszám | 1      | 2      | 3     | 4     | 5     | 6     | 7      | Pontszám | Helyezés |
| --------------------------------------- | ----------- | ------ | ------ | ----- | ----- | ----- | ----- | ------ | -------- | -------- |
| Kenneth Albury                          | Finn dingi  | 28,0   | 29,0   | 32,0  | 37,0  | 30,0  | 21,0  | (42,0) | 177,0    | 28.      |
| Durward Knowles Percival Knowles        | Csillaghajó | 11,7   | (26,0) | 3,0   | 5,7   | 8,0   | 15,0  | 20,0   | 63,4     | 5.       |
| David Kelly Godfrey Kelly George Ramsay | Sárkányhajó | (28,0) | 28,0   | 23,0  | 20,0  | 15,0  | 15,0  | 16,0   | 117,0    | 16.      |